# 알렉스 카포브스키

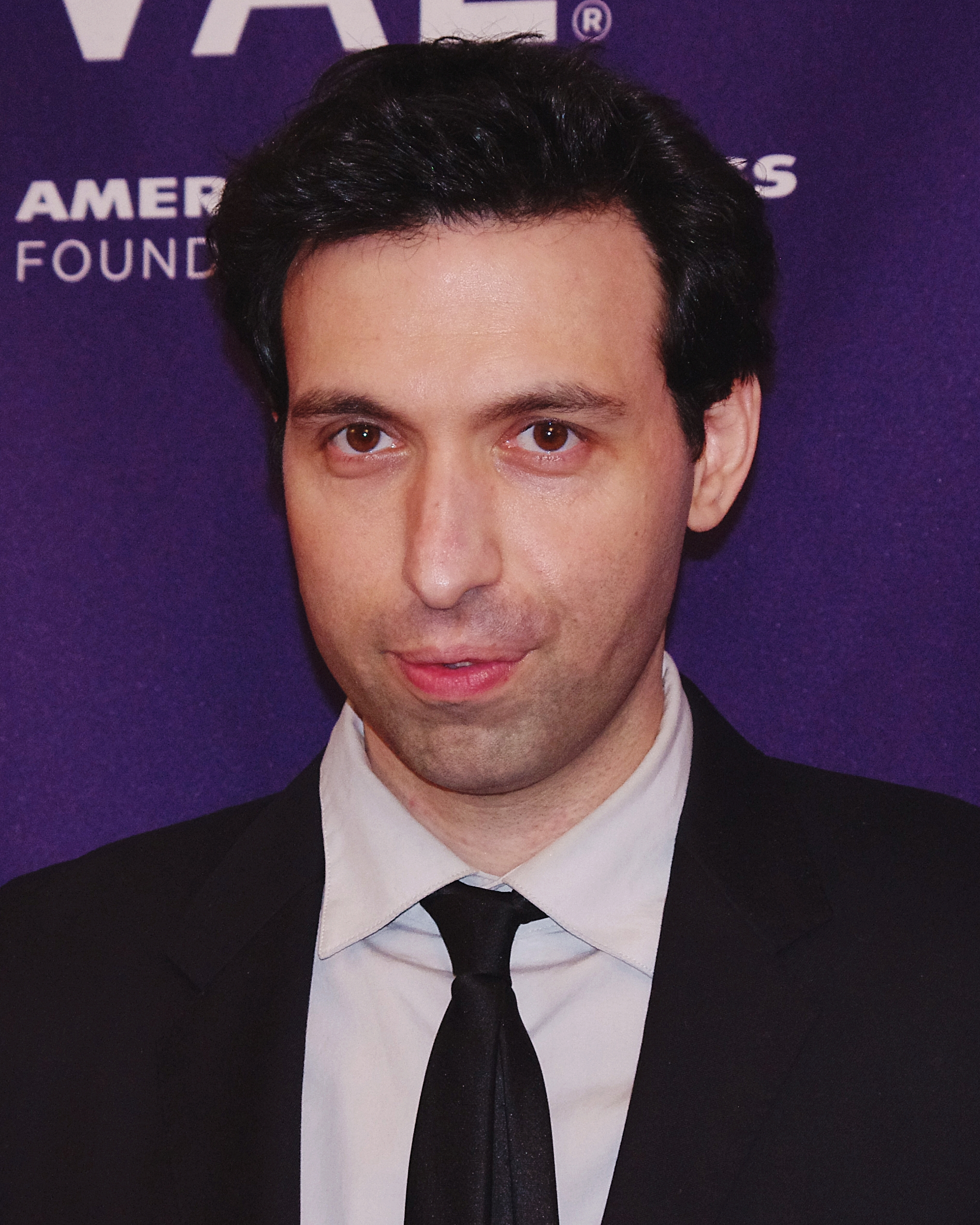

앨릭스 카포브스키(Alex Karpovsky, 1975년 9월 23일 ~ )는 미국의 영화 감독, 배우, 각본가, 영화 제작자, 영상 편집자이다.
뉴턴에서 태어났다.

## 출연 작품
- 크립토주 (2021년)
- 유 캔 추즈 유어 패밀리 (2018년)
- 핏츠 앤 스타츠 (2017년)
- 시드니 홀의 실종 (2017년)
- 걸프렌즈 데이 (2017년)
- 나의 학교 전체가 바다로 침몰한다 (2016년)
- 포크 히어로 & 퍼니 가이 (2016년)
- 헤일, 시저! (2016년) - 스미트로비치 역
- 블루밍 머드 셔플 (2015년)
- 에이미 (2015년)
- 7 차이니즈 브라더스 (2015년)
- 더 폭시 멀킨스 (2013년)
- 굿 나잇 (2013년)
- 인사이드 르윈 (2013년) - 마티 그린 역
- 레드 플래그 (2012년) - 알렉스 역
- 서포팅 캐릭터스 (2012년) - 닉 역
- 러버넥 (2012년) - 폴 역
- 우스 (2011년) - 월리 콤브스 역
- 올모스트 인 러브 (2011년) - 사샤 역
- 레즈비언 외계인의 동족 찾기 (2011년)
- 타이니 퍼니처 (2010년)
- 베이스 액크워드 (2010년)
- 러버스 오브 헤이트 (2010년) - 폴 역
- 하모니 앤 미 (2009년)
- 밀랍 (2009년)

### 텔레비전
- 걸스 (2012-17) - 레이 역